# Лошиця (річка)
Ло́шиця (біл. Ло́шыца; рос. Ло́шица) — річка в місті Мінськ, права притока річки Свіслоч (басейн Березини, Дніпра).
Витоки в районі Малиновка, тече із заходу на схід і впадає в Свіслоч біля Мінського камвольного комбінату. Довжина 9,2 км.

## Опис
Сучасний витік знаходиться в мікрорайоні Малиновка, біля села Дворище (між вулицями Космонавтів і Білецького), гирло — в Лошицькому парку. Спочатку річка починалася в селі Богатирьова (в районі авторинку "Малиновка") і довжина річки сягала 13,5 км. Сучасна довжина лише 9,2 км. 
У мікрорайоні Брилевичи (Дружба) зливається зі своєю лівою притокою Мишка. У мікрорайоні Курасовщина утворює водосховище Лошиця, на березі якого розташований парк Курасовщина. У середній течії річки в межах Мінська створено два ставки.

## Історія
Береги Лошици були заселені з X—XI ст. Про це свідчать залишки селища з курганами (у кладовища на вул. Білецького) і недосліджене городище в районі лікарні швидкої допомоги (поруч з ним раніше знаходилися три групи курганів X—XI ст.). На жаль, усі групи курганів зірвані, залишилися тільки сліди селища. 
В описах меж земель, що належали місту Менску в 1557 році, на березі річки згадуються села Лошиця Одинцовська (Суха Лошиця, Велика Лошиця) і Лошиця Скиндоровська (Лошиця Мала, побіля Койдановського тракту). Ще одна Лошиця Толочинського (пізніше Прушинського) розташовувалася біля Игуменского тракту (сьогодні це територія Лошицького парку). Так що невелика річка дала назву трьом селам — кожному у свого тракту. Пізніше з'явилися села Дворище, Дворицкая Слобода, Богатирьова, Брилевичи, Риловщина, дачне селище "Застенок Ададурова", Колония. 
Розроблено план реконструкції водної системи Лошици, що передбачає створення водно-паркової системи, яка стане зоною відпочинку мешканців Мінська. 

### Газетні статті
- От Кузнечной Слободы до Лошицы. Минский курьер, 08.10.2010.
- Летапісны Менск на Лошыцы? Настаўніцкая газета, 19.04.2012.
- В поисках истоков. Минский курьер, 27.06.2012.
- Место рождения. Минский курьер, 08.08.2012.